# Шохвиц
Шохвиц (нем. Schochwitz) — община в Германии, в земле Саксония-Анхальт.
Входит в состав района Заале. Подчиняется управлению Вестлихер Залькрайс. Население составляет 1251 человек (на 31 декабря 2006 года). Занимает площадь 15,81 км².
Община подразделяется на 4 сельских округа.